# Еврейские погромы во время Гражданской войны на Украине
Еврейские погромы во время Гражданской войны на Украине — еврейские погромы, которые происходили в 1918—1921 годах и осуществлялись войсками кайзеровской Германии, польскими войсками, частями Армии УНР и Галицкой армии ЗУНР, повстанческими отрядами, белогвардейцами и частями Красной армии во время Революции и гражданской войны на территории Украины. 
В ходе погромов были убиты по меньшей мере 50 000 человек, более 300 000 детей стали сиротами. Существуют и другие цифры: так, С. И. Гусев-Оренбургский в своей книге даёт число погибших от погромов не менее чем 200 000 человек.

## История

### Январь 1919
Первые массовые погромы начались накануне 1919 года, Ареной их было город Овруч, Волынской губернии и окрестные села. Больше двух недель еврейское население страдало от погромов петлюровского атамана Козырь-Зирки. Убийства продолжались до 16 января и закончились расстрелом в вокзале 32 человек. В этот же период осуществился первый Житомирский погром. 7-10 января пострадали Черняхов, Бердичев и много окрестных мелких населённых пунктов.
Январские погромы носили ещё локальный характер

### Февраль 1919
Февральские погромы носили уже распространенный характер. К этому времени Киев был занят большевиками. Петлюровцы покидали Херсонскую, Полтавскую и Киевскую губернию, Погромы произошли в Елисаветграде 4-5 числа в Новомиргороде, Пирятине и в других населённых пунктах Полтавщины.
На многих станциях железной дороги, например Ромодан и Бобрицкое евреев выбрасывали из вагонов и расстреливали. В Лубнах погром был предотвращен самими петлюровцами — нашлась сотня людей которые выступили против вооруженных людей. В схватке с ними они потеряли 4 человека погибшими, но спасли город от погрома. В Кременчуге евреи откупились суммой в полтора миллиона рублей. Тогда же прошли погромы в Киевской губернии: в Василькове 7-8 числа; в Росаве 11-12, где наибольшее число жертв погибло от рук большевиков; в Степанцах 14 числа; в Радомисле — 18-го; в Сквире — в начале и конце месяца, а также на подступах к Киеву, в Вичне и Броварах Черниговской губернии. Однако самый страшный погром в этом месяце произошел в глубоком петлюровском тылу в Проскурове, − 15-го числа, и в Фельштине. Они были вызваны попыткой большевиков поднять восстание в Проскурове.

### Март 1919
Мартовские погромы связаны все с прорывом петлюровцев от Сарн в Коростенском направлении, при котором они подошли к Киеву с северо-запада почти на полсотни верст. В это время погромы были в Коростене, Ушемире — 31-го числа, в Блошице между 7 и 12; в Самогородке 13-го, в Черняхове 18-го, в Житомире — 22-го, в Янушполе — 25-29-го, и в Радомысле — 12, 13 и с 23 по 31 число. В Радомышле с этого времени погромы приняли хронический характер, потому что здесь уже начал орудовать отряд Соколовского, в Коростень 13-го числа в городе был новый погром, который совершили прибывшие красногвардейцы. Более того были петлюровские погромы в Подольской губернии: в Каленовке, Кубличи, Зятковцах и других местах.

### Апрель 1919
Апрельские погромы были относительно немногочисленны и не носили общего характера. В этом месяце разыгралась главным образом деятельность Струка в Чернобыльском уезде. 7-22 числа его войска орудовали в самом Чернобыле, а кроме того, в течение всего месяца убивали и грабили в целом ряде окрестных сел, особенно по берегам Днепра, где останавливали пароходы и топили евреев. Более того продолжал в течение этого месяца разбойничать в своем районе Соколовский. 22-го числа пострадали Королевка, Малин, Ракитино и Корник. Группой петлюровцев, которые отступали от Олевска на Новгород-Волынский, разгромлен городок Емельчино. Под Киевом орудовала банда Терпилы: 7-15 го числа — в Василькове, Ржищеве, селе Плисецкое, селе Ольшанка и в других местах. Что касается Василькова, то окончательно он был ограблен 6-м советским полком. Появились партизаны в Таращенском районе, которые с 4 по 25 орудовали в Богуславе. В Подольской губернии разгромлено много населённых пунктов, среди них Балта и Брацлав.

### Май 1919
В начале месяца продолжал орудовать Струк: он устроил погромы в Горностайполе и Иванкове. Но почти все майские погромы проходят под знаком «григорьевщины», и они чрезвычайно обильны числом. Большинство погромов учинены самим атаманом и его помощниками Уваровым, Тютюником, Нечаем и другими. Три четверти из них поразили юго-восточный выступ Киевской губернии, Черкасский и Чигиринский районы, а остальные ворвались в соседние части Херсонской и Полтавской губерний.

## Убийство Симона Петлюры
В 1926 году анархист Самуил Шварцбурд убил в Париже Симона Петлюру. На суде Шварцбард объяснял совершенное им убийство Петлюры местью за еврейские погромы, совершенные петлюровцами во время гражданской войны. Соратники Петлюры пытались связать убийцу с советскими спецслужбами, указывая на якобы существующую связь Шварцбарда с резидентом советской разведки в Париже М. Володиным. Однако французский суд оправдал Шварцбурда.

## В литературе
- Николай Островский — «Как закалялась сталь»